# Whoscall
Whoscall (フーズコール)とは、台湾のスタートアップ企業である走著瞧股份有限公司(以下、英語名の「Gogolook Co.,Ltd.」と記載)が提供する携帯電話の着信識別サービスアプリである。着信の識別及び迷惑電話対策を主な機能とするスマートフォン用のアプリケーションとしてリリースされ、世界で9,000万ダウンロード（2020年現在）以上を記録しており、2013年にはアジア8ヶ国においてGoogle PlayのThe Best Apps（ベストアプリ）として選出された。 2020年現在も、Google Playストアでの平均評価は4.4と突出している。
東アジア最大である16億件を超える電話番号データベースを有し、迷惑電話だけでなく詐欺電話による被害を未然に防ぐ効果も期待されている。サービス提供地域は台湾をはじめ、韓国、日本、香港、タイ、ブラジル、マレーシアなどを主に、31の国や地域（2020年現在）へ拡大している。主な投資会社はネイバー（韓国）、国泰私募股権公司（台湾）、穩懋半導体股份有限公司（台湾）、数位経済基金（台湾）、資鼎中小企業開発股份有限公司（台湾）である。
2014年、開発元が韓国IT大手グループ企業ネイバーの傘下に加わった。
2020年11月、日本法人であるWhoscall株式会社を福岡市に設立した。
なお、Whoscallという名称は英語の「Who is calling?（誰からの電話？）」から着想を得ており、そのため初期の日本市場においては「だれ電」という名称を使用していた。

## 沿革
Whoscallの構想は、開発元のGogolook Co.,Ltd.創業者の三人が集まっていた際、未登録の番号からの着信に対する煩わしさや恐怖についての話題となり、これが既に日常生活における最低限の欲求の一つである「安全の確保」を侵害している、というところに至った。
また、創業者の一人で、かつ代表取締役のジェフ・クオ（郭建甫）氏はかつて「競馬協会」を装った振り込め詐欺に遭遇しており、振り込んでしまう直前に着信のあった電話番号をネット検索にかけたことで詐欺と判明し、すんでのところで被害を免れていた。これらのできごとから、アプリケーションを応用した問題解決を図るために開発が開始された。
2010年8月、Google PlayにてAndroid 用アプリケーションとしてWhoscallを公開。
2011年11月、Google元CEOのエリック・シュミットが台湾を訪問した際、公開講演の中で、“An app called Whoscall tells you who a strange numbers’ from. It's fast growing... and it’s from Taiwan.”（Whoscallというアプリは知らない番号の識別ができる。このアプリは急速に成長しているが、その開発元こそ台湾である。）と発言した。この発言により脚光を浴びたことがきっかけとなり、創業者の三人はそれぞれ当時の本業を辞して、このアプリケーションの開発と普及に専念すべく、2012年4月にGogolook Co.,Ltd.を創立した
2013年、買収により韓国の大手ITグループ企業ネイバーの傘下に加わったことで、翌2014年にはコミュニケーションアプリ「LINE」と連携し、「LINE whoscall」と改称されたが、同年11月25日にはLINE whoscallの名称を再度Whoscallに戻すと発表
2014年、App StoreにてiOS版をリリース。台湾、香港、インドネシア、マレーシアなど8カ国のGoogle Playで「Google Best Apps 2013」を受賞
2016年7月、台湾刑事局（日本の警視庁に当たる機関）と連携・協力関係を築き、共同で詐欺対策に乗り出す
2017年7月、韓国金融監督院（現韓国金融委員会）とMOUを交わし、共同で詐欺事件の予防に乗り出す
2020年4月、コロナ禍において、オードリー・タン（唐鳳）政務委員が主導するマスク供給システム構築をサポートし、詐欺の発生を未然に防いだ。そのこともあり、2020年のコロナ禍においてはWhoscallによって世界で2.8億件を超える電話詐欺を未然に防いだとしている
2020年5月、世界初となる「疫情詐騙白皮書」（疫病下の詐欺に関するホワイトペーパー）を公開
2020年12月、iOS版WhoscallよりSMSアシスタントをリリース
2021年2月、「世界の詐欺レポート2020」を公開

## 日本国内での展開
2010年、「Ｗhoscall（だれ電）」という名称でリリース。日本版のアプリケーションの利用に関しては半年間の無料試用期間（iOS版は一ヶ月間）が設けられており、その後は有償での提供となる。
2020年6月、福岡市で実施されている福岡市実証実験フルサポート事業において、「迷惑電話・コロナ詐欺や誤情報の防止情報基盤構築/ Whoscall 実証実験」として採択される。
2020年11月、日本法人「Gogolook株式会社」を福岡市に設立、国内での人材募集も行っている。

## 主な機能
- 発信者情報の識別・表示 利用者の端末電話帳に登録されていない番号をデータベースから検索・表示する。
- 迷惑電話の着信拒否・キーワードのブロック 特定の電話番号に対しての着信拒否や設定したキーワードの一括ブロックを行う。例えばデータベース上に「銀行」のタグがある電話番号や0120ではじまる番号、 国際電話番号等からの着信を拒否することができる。
- 番号管理 端末電話帳に登録していない電話番号や、登録したくない電話番号をグループ別で保存する。
- オフライン電話番号検索  利用端末内に保存された16億件以上のデータベースから番号を検索する
- Ｗhoscallカード：これにより電話番号に自分の名前や会社名を紐づけられる。この機能の利用者から着信があれば、紐づけられた情報が取得可能である。[14]
- 自動ブロック：起動することで、最新の迷惑電話情報を反映し、着信時にこれらが自動的にブロックされる。なお、情報更新は毎週行われ、ブロックされた迷惑電話は、着信履歴にも反映されないため、履歴確認時に混乱も招かない。
- SMSアシスタント： メッセージ中のURLと文章内容から迷惑メールかどうかを判別し、自動的に迷惑メールボックスへ振り分ける。独自の「キーワードフィルタリング」機能も搭載しており、特定のキーワードが入ったメッセージの自動ブロックも可能である。

## 受賞
- 2013年、Google Play台湾「2013 Google Best Innovation Award 」を受賞。同年、台湾・香港・インドネシア・マレーシア・シンガポール・ベトナム・タイ・フィリピンの計8ヵ国で「Best Apps 2013」を受賞
- 2016年にも、Google PlayにてThe Best Apps（ベストアプリ）を受賞。iOS版では、2015年に「App Store - Best App」を受賞
- 2017年、Googleの 「successful case study on the event Google I/O 2017」に選出される。
- 2020年9月、台湾の総統である蔡英文氏から総統イノベーション賞を受賞[15]
- 2020年、福岡市と福岡地域戦略推進協議会が実施する「Beyond Coronavirus」実証実験プロジェクトにて「迷惑電話・コロナに便乗した詐欺や誤情報の防止情報基盤構築/Whoscall実証実験」というテーマで応募、採択

## その他
2014年5月20日、台湾の馬英九総統（当時）は就任６周年の記者会見でGogolookの名を挙げ、この会社の創業者は発展性と創造性を備えた若者の見本になる、と述べた。
2014年4月、LINE whoscallにおいて公的人物の固定電話や住所などが表示されてしまう不具合があるとして批判があがった。これに対しGogolook Co., Ltd.は「個人情報の収集およびサーバへの登録、公表は一切行っていない」とこれを否定した。その後、この原因は脆弱な政府機関のサーバから個人情報が漏洩したことで、検索エンジンを通じ情報が取得できる状態にあったことが発覚した。これにより、LINE whoscallは迷惑電話などを防ぐだけでなく、個人情報漏洩を検知する可能性も示唆された。
2019年7月、台湾の蔡英文総統がGogolook Co.,Ltd.を訪問した際、「詐騙一定會持續精進，你們不會失業！」（詐欺というものはなくならないので、あなた方が失業することはないでしょう！）と冗談まじりに賛辞を贈り、社員一同を鼓舞した。
2020年11月、Gogolook Co.,Ltd.代表取締役のジェフ・クオ（郭建甫）氏は、台湾のオードリー・タン（唐鳳）政務委員と、福岡市の髙島宗一郎市長と共に、福岡市が主催するスタートアップの国際交流オンラインイベント「ASCENSION2020」に登壇した。

## メディア露出
WhoscallはTechCrunchやTechinAsiaやe27にて掲載
2018年7月、Tokyo MXの「話題のアプリ ええじゃないか」にて紹介
2019年５月、読売テレビ放送「大阪ほんわかテレビ」にて紹介
2019年、日本テレビ「世界一受けたい授業」にて紹介
2020年9月、日本経済新聞と西日本新聞にてGogolook Co.,Ltd.のCEOであるジェフ・クオ（郭建甫）氏のインタビュー記事が掲載 
2020年9月、週刊ダイヤモンドにてGogolook Co.,Ltd.のCEOであるジェフ・クオ（郭建甫）氏のインタビュー記事が掲載 
2020年10月、日本国内にて海外からの詐欺電話が相次いだ際、共同通信のインタビューにて、国際的な詐欺対策の専門家という立場で回答
週刊アスキー、週刊ダイヤモンド、東洋経済新報社、共同通信社、in.LIVE、産業経済新聞社、ITmedia、ライフハッカー、マイナビニュース、西日本新聞、朝日新聞にて掲載。
2020年12月、RKB毎日放送「サンデーウォッチ」にて紹介
2020年12月、NHK「おはよう日本」にて紹介
2021年9月、MBS「日曜日の初耳学」にて紹介

## 関連会社
- ネイバー (企業)
- LINE (企業)